# Mike Brewer
Mike Brewer (Lambeth, 28 augustus 1964) is een Britse autohandelaar en presentator. Hij werd bekend van het autoprogramma Wheeler Dealers op Discovery Channel dat hij vanaf 2003 presenteert. Naast zijn tv-carrière is Brewer ook actief met een eigen bedrijf, Mike Brewer Motors, dat hij in 2012 startte.

## Filmografie
- Deals on Wheels (1997-2001)
- Pulling Power (1997-2002)
- Driven (1999)
- Wheeler Dealers (2003-heden)
- Auto Trader (2009)
- Wheeler Dealers: Dream Car (2020-heden)
- World’s Greatest Cars (2020)